# Homalomena asmae
Homalomena asmae är en kallaväxtart som beskrevs av Baharuddin och Peter Charles Boyce. Homalomena asmae ingår i släktet Homalomena och familjen kallaväxter. Inga underarter finns listade.